# تاماگا، بوتسوانا
تاماگا (به انگلیسی: Thamaga) شهری در ناحیهٔ کوننگ کشور بوتسوانا است که در سال ۲۰۰۰ میلادی ۲۰٬۵۲۷ نفر جمعیت داشته که از این تعداد، ۹٬۳۳۲ نفر مرد و ۱۱٬۱۹۵ نفر زن بوده‌اند.

## نگارخانه

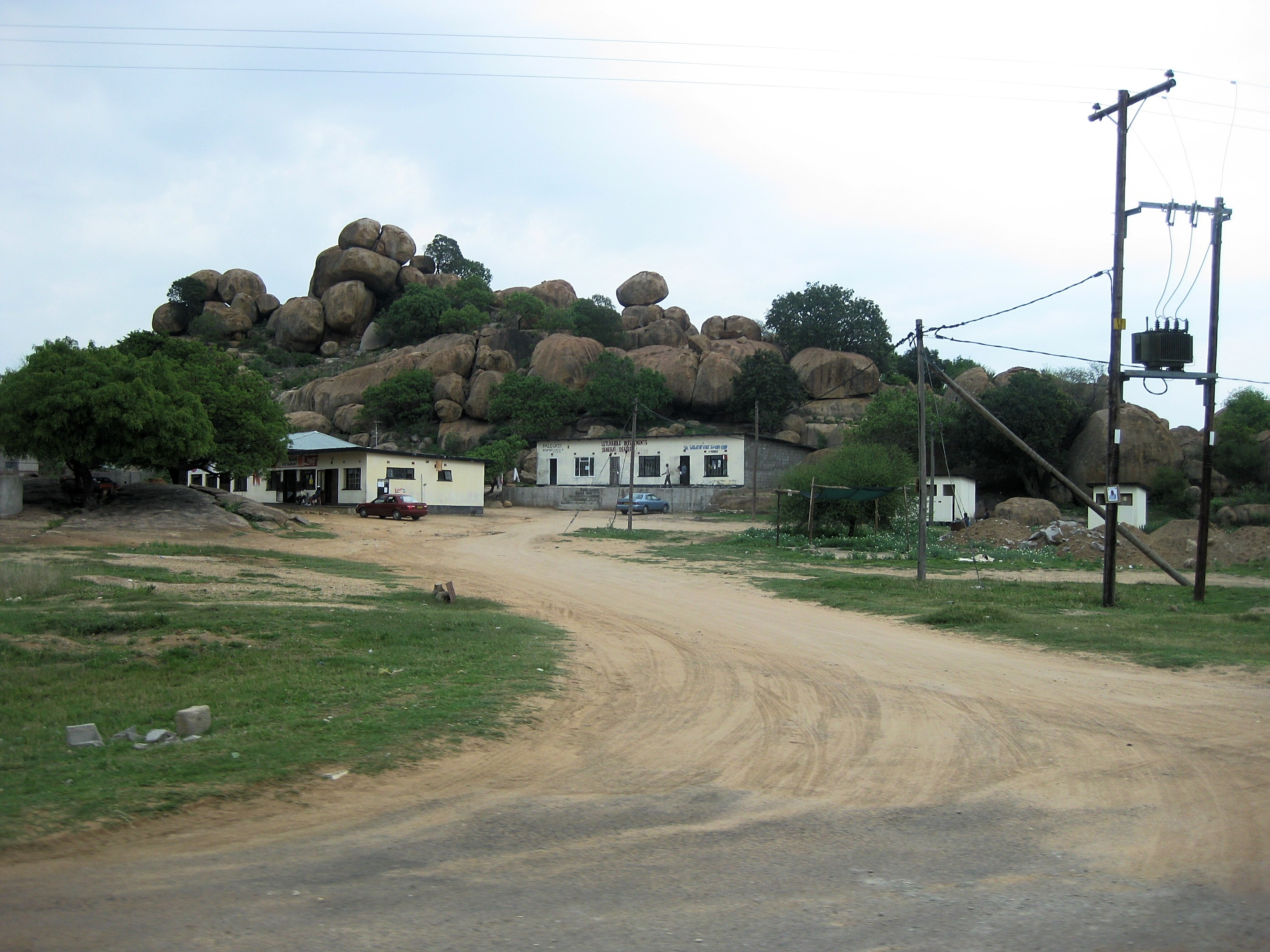